# 좀비탐정
《좀비탐정》은 2020년 9월 21일부터 2020년 11월 10일까지 방송된 KBS 2TV 월화 드라마이다.

## 방송 시간
| 방송 채널 | 방송 기간                                              | 방송 시간                           | 방송 분량                                        |
| --------- | ------------------------------------------------------ | ----------------------------------- | ------------------------------------------------ |
| KBS 2TV   | 2020년 9월 21일 ~ 2020년 10월 27일 [1회~12회] (본방송) | 매주 월요일, 화요일 밤 9:30 ~ 10:40 | 1시간 10분 (1회당 1부 40분, 2부 30분씩 분할방송) |

## 등장인물

### 주요 인물
- 최진혁 : 김무영/강민호(32세) 역 - 부활 2년차 좀비. 좀비되기 전에 경호원, 현 탐정 사무소 CEO으로 강민호
- 박주현 : 공선지(28세) 역 - 시사고발 프로그램 <추적70분> 작가 출신의 탐정 사무소 인턴

### 월드킹흥신소
- 태항호 : 이성록(41세) 역 - 월드킹 흥신소 소장
- 이중옥 : 왕 웨이(29세) 역 - 연변 출신의 월드킹 직원

### 선지의 가족
- 안세하 : 이태균(38세) 역 - 선지의 형부, 선영의 남편, 영화감독
- 황보라 : 공선영(36세) 역 - 선지의 언니
- 성민준 : 이준우(10세) 역 - 태균과 선영의 아들, 선지의 조카

### 곱창가게
- 임세주 : 김보라(28세) 역 - 대장항문외과 간호사 출신 곱창가게 사장

### 강림경찰서 강력팀
- 권화운 : 차도현(28세) 역 - 선지의 친구, 강력계 형사
- 박동빈 : 황춘섭(50대) 역 - 팀장(경감)
- 정채율 : 배윤미(26세) 역 - 팀원(순경)
- 미상 : 오금태 (32세) 역 - 팀원(경위), 도현의 선배

### 주변 인물
- 배유람 : 방송국 PD 역
- 이가섭 : 오형철 역 - 일명 ‘산타 유괴 사건’의 유일한 목격자
- 박상면 : 이광식 역 - 사이비 교주(1회 ~ 4회, 5회 특별 출연)
- 하도권 : 노풍식 역 - 동물병원 원장

### 그 외 인물
- 박선영 : 강고은 역
- 윤기창 : 진짜 김무영 역

### 특별 출연
- 유민상 : '모자피자' 가게 홍보 모델 역
- 김민경 : 이태균의 영화 '강시와 백허그'의 여주인공 역
- 유재석 : 이태균의 영화 '강시와 백허그'의 남주인공 역
- 에이스 : 곱창집 만능 알바생 역
- 김요한 : 김무영이 구입한 화장품 광고 모델 역
- 샘 해밍턴 : 정육점 사장 역
- 윌리엄 해밍턴 : 정육점 사장 아들 역
- 송가인 : 곱창집 섭외가수 역
- 나태주 : 태권도 사범 역
- 이승윤 : 부산행 패러디 영화 '부산급행' 영화배우 남자주인공 역
- 김혜선 : 부산행 패러디 영화 '부산급행' 영화배우 여자주인공 역
- 홍순목 : 부산행 패러디 영화 '부산급행' 영화배우 조연 역
- 최원정 : 추적 70분 MC 역
- 이영지 : 119 구조대원 역
- 권해효 : 영화사 대표 역
- 예빈 : 유희선 역
- 김종현 : 사이비 신도 역
- 조수연 : 단식원 여성 역
- 공정환 :
- 오나미 : 막장드라마 극중 재벌 2세 허경환의 아내 역
- 허경환 : 막장드라마 극중 기억상실증 환자이자 오나미 남편 역
- 송병철
- 류혜린 : 무당 사기꾼 역
- 이현주
- 설채현 : 동물조련사 역
- 박명수 : 영화 '좀비탐정'의 주연배우 역

## OST
다음은 오리지널 사운드트랙(OST) 싱글 앨범에 포함된 곡들이며, 정렬기준은 출시 순입니다.

## 수상 목록
- 2020년 KBS 연예대상 베스트 챌린지상